# 姉帯村
姉帯村（あねたいむら）は、昭和32年（1957年）まで岩手県二戸郡にあった村。現在の一戸町姉帯・面岸にあたる。

## 地理
- 河川：馬淵川

## 沿革
- 明治22年（1889年）4月1日 - 町村制施行にともない、姉帯村と面岸村が合併して新制の姉帯村が発足。田部村と組合村を形成。
- 昭和23年（1948年）1月1日 - 田部村との組合村を解消。
- 昭和32年（1957年）11月1日 - 一戸町・小鳥谷村・鳥海村・浪打村と合併し、新制の一戸町となる。

## 行政
- 歴代村長

姉帯・田部組合村長
| 代 | 氏名         | 就任                       | 退任                      | 備考 |
| -- | ------------ | -------------------------- | ------------------------- | ---- |
|    | 駒木平朝     | 明治42年（1909年）6月5日   | 大正6年（1917年）6月4日   |      |
|    | 觸澤忠次郎   | 大正6年（1917年）6月5日    | 大正7年（1918年）6月24日  |      |
|    | 昆忠太郎     | 大正7年（1918年）6月25日   | 大正14年（1925年）3月23日 |      |
|    | 阿部米吉     | 大正14年（1925年）11月10日 | 昭和4年（1929年）4月23日  |      |
|    | 横澤衆得     | 昭和4年（1929年）4月24日   | 昭和8年（1933年）4月23日  |      |
|    | 駒木治太郎   | 昭和8年（1933年）5月8日    | 昭和12年（1937年）5月7日  |      |
|    | 昆喜蔵       | 昭和13年（1938年）9月27日  | 昭和16年（1941年）5月14日 |      |
|    | 三浦喜右ェ門 | 昭和17年（1942年）3月29日  | 昭和20年（1945年）3月16日 |      |
|    | 駒木治太郎   | 昭和20年（1945年）4月10日  | 昭和20年（1945年）4月28日 | 再任 |
|    | 觸澤次郎     | 昭和21年（1946年）1月20日  | 昭和22年（1947年）9月6日  |      |

姉帯村長
| 代 | 氏名       | 就任                      | 退任                       | 備考 |
| -- | ---------- | ------------------------- | -------------------------- | ---- |
| 1  | 昆藤一郎   | 昭和23年（1948年）2月19日 | 昭和23年（1948年）11月29日 |      |
| 2  | 中村忠市郎 | 昭和24年（1949年）1月9日  | 昭和32年（1957年）10月31日 |      |